# Carl Justi
Carl Justi (Marburgo, 2 de agosto de 1832-Bonn, 9 de diciembre de 1912) fue un historiador de arte y filósofo alemán, especializado en pintura española del Siglo de Oro.

## Biografía
Tras su formación inicial en el Gymnasium Philippinum de Marburgo, Justi estudió Teología y Filosofía en Berlín. 
En 1859 logró plaza de docente en Filosofía por su trabajo sobre los elementos estéticos en la filosofía platónica (Die ästhetischen Elemente in der platonischen Philosophie). A continuación enseñó en la Universidad Philipps de Marburgo Historia de la estética desde la Antigüedad.
Fue profesor extraordinario desde 1866 y ordinario desde 1869. En 1871 se estableció como profesor en Kiel. Entre 1872 y 1901 fue profesor de los futuros historiadores del arte en la Universidad Rheinische Friedrich-Wilhelms, de Bonn, ciudad donde murió en 1912. 
Siguió la tradición de las Vidas de Giorgio Vasari. Su obra capital está dedicada a Diego Velázquez. Pero escribió asimismo biografías de Winckelmann, Murillo y Miguel Ángel.
Carl Justi fue uno de los pocos historiadores del arte alemanes que, en el siglo XIX, se centró en la investigación del arte español del Siglo de Oro. 
Fue premiado en Bonn en 1902. En recuerdo de su figura se creó en 1989 la "Carl-Justi-Vereinigung zur Förderung der kunstwissenschaftlichen Zusammenarbeit mit Spanien, Portugal und Iberoamerika". Justi fue conocido por los historiadores del arte españoles de principios de siglo XX; Ricardo de Orueta lo cita como fuente en su Berruguete y su obra, 1917.

## Obras
- Diego Velazquez und sein Jahrhundert, Bonn, Cohen, 1888.
- Murillo, Leipzig, E. A. Seemann, 1892.
- Miscellaneen aus drei Jahrhunderten spanischen Kunstlebens, Berlín, Grote, 1908.
- Spanische Reisebriefe, Bonn, Cohen, 1923, cartas de viaje por España.

## Enlaces
- Homepage Carl-Justi-Vereinigung

- Datos: Q77314
- Multimedia: Carl Justi / Q77314
- Textos: Autor:Carl Justi